# تنفير (علم نفس)
يعرف التنفير في علم النفس بأنه محفزات غير سارة تقوم بإحداث تغييرات في السلوك عن طريق التعزيز السلبي أو العقاب الإيجابي، وعند تطبيق هذا الأسلوب مباشرة قبل أو بعد السلوك، تقل احتمالية حدوث السلوك المستهدف في المستقبل، ويمكن أن تتفاوت درجات النفور بأن تكون غير سارة أو مزعجة لتصل إلى درجة الضرر النفسي أو الجسدي أو العاطفي. في هذه الحالات، لايهم مستوى عدم الرضا، بل مستوى الفعالية التي يتمتع بها هذا الحدث في تغيير وتقليل السلوك، فهو الذي يعرّف شيئاً ما بأنه مكروه.

## أنواع المحفزات
هناك نوعان من المحفزات وهما:

### محفزات غير مشروطة
تظهر آثار النفور المحفز الغير مشروط على شكل ألم أو عدم راحة، وعادة ما ترتبط بمواد أو أحداث ضارة ومؤثرة حيوياً، وتتضمن الأمثلة الحرارة أو البرودة الشديدة، النكهات اللاذعة، الصعقات الكهربائية، الأصوات العالية والألم، ويمكن أن يحدث النفور بشكل طبيعي وبدون تدخل (مثل لمس الفرن وهو ساخن) أو مفتعل (أثناء التعذيب أو تعديل السلوك).

### محفزات مشروطة
التنفير المحفز المشروط هو محفز محايد والذي يتحول لكراهية بعد أن يقترن وبشكل متكرر بتنفير محفز غير مشروط، ويتضمن هذا النوع تبعات وعواقب كالتحذيرات الشفهية، الإيماءات أو حتى رؤية شخص غير محبب.

## الاستخدام في تحليل السلوك التطبيقي
يتم استخدام التنفير كعقاب عند تحليل السلوك التطبيقي وذلك لتقليل السلوكيات الغير مرغوبة (مثل إيذاء الشخص لنفسه)، والتي قد تشكل خطراً وأذى أكبر من الذي يحدثه تطبيق التنفير.
يمكن استخدام التنفير المحفز كمعزز سلبي لزيادة معدلات واحتمالات حدوث السلوك عن طريق إزالته، وقد تم تطوير هذه المنهجية كبديل أقل تقييداً للممارسات التي كنت رائجة آن ذاك في المؤسسات العقلية كالعلاج بالصعق، العلاج المائي، سترات المجانين وجراحات الفص الجبهي.
تضمنت المحاولات الأولى لتقنية لوفاس التنفير في خطواتها العلاجية، ولم يخلو هذا الأسلوب من الجدل. مع مرور الوقت قلت أهمية استخدام التنفير وذلك نتيجة تطوير بدائل أقل تقييداً، وأعلن لوفاس حينها عن ازدرائه لاستخدام وتضمين التنفير.
يسمح تحليل السلوك التطبيقي باستخدام التنفير في حالات محدودة جداً منها حينما يكون السلوك خطيراً، خاصة عندما تكون الحالات التي تعزز السلوك غير معروفة.
تنص الإرشادات الخاصة بـمجلس محللي السلوك الخاصة بالتنفيذ المسؤول والمهني أن المشاركة في أي خطة تتضمن تغيير السلوك يجب أن تكون طوعية سواء من قبل العميل أو بديله، وأن العميل وعائلته لهم كامل الحق في إنهاء أو منع أي أسلوب علاجي إذا رأوا أنه غير ملائم، بما في ذلك العلاج بالتنفير.
يقوم مجلس محللي السلوك بإصدار وثائق اعتماد لمحللي السلوك على مستوى البلاد على الرغم من اختلاف اللوائح بين الولايات بخصوص إمكانية أن يعرّف الشخص ويمثّل نفسه بصفة محلل سلوكي.
يعد استخدام العلاج بالتنفير أمراً يفترض أن يأخذه ممارسي تحليل السلوك التطبيقي بجدية (انظر التطبيق الاحترافي للتحليل السلوكي) وذلك للألم والمخاطر المتضمنة في العلاج والجدل الدائر حول استخدامه.
عارضت عدة مجموعات وطنية ودولية مختصة بذوي الإعاقات استخدام العلاج بالتنفير، منها TASH والمجلس الوطني للتوحد، وعلى الرغم من التراجع الملحوظ وعدم تفضيل استخدامها، إلا أنه لا زال هناك مؤسسة تواصل استخدام الصعقات الكهربائية على الجلد كأسلوب علاج بالتنفير، بالإضافة إلى صدور حكم في عام 2018 يؤيد استخدام هذا الأسلوب. وبالرغم من التزام إدارة الأغذية والأدوية بحظر استخدام هذا الأسلوب العلاجي إلا أنه ومنذ يناير من عام 2019 لم يعد الالتزام ملحوظاً أو فعّال.

## وصلات خارجية
- التحفيز المنفر في ويكي تعليم